# Zofia Anna Czarnkowska
Zofia Anna z Czarnkowskich Janowa Opalińska herbu Nałęcz III (ur. 12 marca 1660, zm. 2 grudnia 1701) – córka Adama Uriela Czarnkowskiego i Teresy z Otoka Zaleskiej. Była babką po kądzieli polskich królewien – Marii Leszczyńskiej (królowej Francji jako żony Ludwika XV) i Anny Leszczyńskiej.
Zmarła we Wrocławiu w 1701 roku, w wieku 41 lat, na zapalenie płuc.
Do jej potomków w prostej linii żeńskiej należy m.in. król Jan Karol I Hiszpański poprzez księżniczki Burbonówny (potomkinie Marii Leszczyńskiej), które zawierały przez pokolenia małżeństwa w obrębie domu Burbonów.

## Dzieci
Z Janem Karolem Opalińskim doczekała się czworga dzieci, jednak wieku dorosłego dożyło tylko jedno.
- Maria Opalińska (sierpień 1679-październik 1679)
- Katarzyna Opalińska – królowa Polski (1680–1743)
- Martwo urodzone dziecko (1681)
- Stanisław (1682–1682)